# Jaguariúna
Jaguariúna é um município da Região Metropolitana de Campinas, no estado de São Paulo, no Brasil. Localiza-se a 22º42'20" de latitude sul e 46º59'09" de longitude oeste, a uma altitude de 584 metros. Sua população, conforme estimativas do IBGE de 2022, era de 59 347 habitantes.

## Toponímia
"Jaguariúna" é um vocábulo tupi que significa "rio preto das onças", através da junção dos termos îagûara (onça),  'y  (água, rio), un (preto), e o sufixo substantivador a. Vale destacar que o brasão da cidade, que mostra uma onça preta ao lado de um rio azul, incorre num erro em relação à etimologia tupi do nome da cidade: o correto, do ponto de vista etimológico, seria o brasão mostrar uma onça comum ao lado de um rio negro.
Para significar "rio da onça preta", o município teria que se chamar Jaguaruní, e não Jaguariúna.

## História

### Origens
De acordo com as pesquisas arqueológicas mais recentes, os primeiros vestígios de assentamentos humanos na região central do atual estado de São Paulo datam de cerca de 9.500 anos atrás, sendo identificados como grupos de caçadores-coletores nômades, produtores de diversos artefatos em pedra lascada. Estes grupos construíam assentamentos provisórios nos vales e margens dos rios Jaguari, Camanducaia e Atibaia, utilizando-os como rotas fluviais e fonte de alimentos. Em geral, esses primeiros grupos são costumeiramente associados às tradições tecnológicas Umbu e Humaitá, devido ao tipo de ferramentas líticas que produziam e utilizavam.
Por sua vez, grupos indígenas ceramistas teriam alcançado a região entre Mogi Mirim, Campinas e Jaguariúna a partir do século I da Era Cristã. Em maior número, semi-sedentários e agricultores, baseavam sua dieta alimentar em plantas ricas em carboidratos (como o milho e a mandioca), coleta de frutos, raízes e nozes silvestres, além da proteína obtida através de pesca e caça. Também teriam plantado várias espécies não alimentícias, como cabaças, tabaco, algodão e urucu. Esses grupos indígenas seriam os ancestrais diretos daqueles encontrados pelos colonizadores luso-brasileiros, falantes de línguas filiadas aos troncos Macro-Jê e Tupi-Guarani. Vestígios dessa antiga ocupação da região ainda podem ser observados em sítios arqueológicos locais, onde fragmentos cerâmicos associados às tradições tecnológicas Tupiguarani e Aratu foram identificados.
Visto que as primeiras “entradas” e “bandeiras” que atravessaram a região a partir do século XVI pouco geraram de informações sobre estes grupos indígenas, os quais foram paulatinamente escravizados e expulsos para áreas mais interioranas da agora América Portuguesa, pouco se sabe atualmente sobre suas afiliações étnicas e costumes. Ainda assim, embora sejam raros os relatos sobre os primeiros grupos ameríndios encontrados pelos colonos europeus no atual interior paulista, algumas fontes indicam a presença de Tupis e Tamoios. Paralelamente, uma antiga doação de sesmaria, datada de 26 de fevereiro de 1726, aponta a existência de uma aldeia indígena entre os rios Camanducaia e Jaguari.
Por sua vez, as primeiras incursões bandeirantes nos sertões paulistas se davam justamente por antigas trilhas terrestres e rotas fluviais indígenas. No final do século XVII, a expedição de Bartolomeu Bueno faz uso justamente destes caminhos, partindo da Vila de Piratininga (São Paulo) e percorrendo o antigo “Caminho dos Batataes” e o dos “Bilreiros” até chegar ao atual estado de Goiás. Quarenta anos mais tarde, a bandeira de Bartolomeu Bueno da Silva (mais conhecido como segundo Anhangüera) refaz a trilha que havia percorrido com o pai em busca de metais preciosos, fundando o “Arraial de Sant’Anna” – posteriormente conhecido como “Villa Boa de Goyaz”.
Com a descoberta de ouro nos atuais estados de Mato Grosso e Goiás, já nas primeiras décadas do século XVIII, a região tornou-se rota de passagem para um número cada vez mais frequente de aventureiros e desbravadores de origens distintas. Essa enorme rota ficou conhecida na época como Caminhos dos Goyazes, atravessando rios como o Tietê, Atibaia e Jaguari, bem como contornando parte da serra da Mantiqueira e áreas demasiadamente acidentadas até alcançar o rio Grande. Por conseguinte, pousos, entrepostos e fazendas foram sendo fundados em seu trajeto, os quais estabeleceram uma economia predominantemente voltada para atender as demandas por abrigo e mantimentos desses diversos grupos que se dirigiam às minas de ouro.
Um destes vários pousos encontrava-se a quatro dias de viagem de São Paulo, entre os rios Atibaia e Jaguari. Chamado de “Pouso do Jaguary” (atual bairro rural do Tanquinho Velho), o mesmo estava localizado numa região estratégica, logo após a travessia do rio Jaguari, onde as tropas e tropeiros podiam se abastecer e descansar. Além de posto de abastecimento e comércio para sertanistas, o local recebeu um afluxo constante de pequenos posseiros e, aos poucos, tornou-se um acanhado vilarejo, dando início à primeira povoação do município de Jaguariúna. Embora poucos remanescentes materiais desse período tenham sobrevivido até os dias atuais, uma antiga sede de fazenda colonial foi identificada e registrada enquanto sítio arqueológico em 2016. Denominada “Fazenda Serrinha”, essa antiga sede teria sido construída através da técnica de taipa de pilão.
Em fins do século XVIII, o povoado já tinha adquirido um número considerável de habitantes, estando sob jurisdição do clero da Villa de São Carlos, o qual ordenou a construção de uma capela e cemitério. Em geral, a população era constituída por indivíduos e famílias vindos de outras localidades da capitania de São Paulo, refletindo a sociedade estratificada da qual era parte. Tais informações podem ser observadas nos livros paroquiais da época, os quais detalham a chamada “população livre” (proprietários e não-proprietários) e escravos, bem como “os brancos legítimos” e os “pardos naturais e bastardos”.
No mesmo período, entre os séculos XVIII e meados do XIX, o plantio da cana-de-açúcar foi a principal atividade econômica regional, sendo posteriormente substituído pelo cultivo do café. O chamado “ouro negro” agrícola contribuiu para a formação de uma elite econômica nacionalmente influente por boa parte do período imperial brasileiro, os denominados “barões do café”. É o caso do Coronel Amâncio Bueno, o qual tinha uma extensa fazenda na região de Jaguari, denominada Fazenda Florianópolis. Tais terras, doadas em sesmaria pela Coroa Portuguesa ainda no período colonial, foram posteriormente loteadas pelo coronel na década de 1880, propiciando o estabelecimento de imigrantes portugueses e italianos no local. Desse mesmo período também data a paulatina substituição da mão-de-obra escrava (até então maciçamente utilizada nas fazendas de café) por imigrantes europeus em diversas regiões do Estado de São Paulo.
Por outro lado, visto que as antigas rotas de ligação terrestre e fluvial não comportavam toda a demanda de escoamento da produção das fazendas de café, já a partir da década de 1870 começam a serem construídas as primeiras linhas ferroviárias na região. Em três de maio de 1875, a Companhia Mogyana de Estradas de Ferro e Navegação (organizada em 1872), inaugurou a estrada de ferro ligando Campinas a Jaguari, margeando o rio de mesmo nome. A viagem inaugural foi puxada por uma locomotiva também batizada de “Jaguary”.Também em 1875, a já mencionada Companhia Mogyana instalou-se na Vila Bueno após a construção do ramal Campinas Mogi-Mirim, inaugurado em 27 de agosto pelo então imperador Dom Pedro II.
Servida por uma estação de trem recém-inaugurada e, portanto, sujeita a um afluxo grande de pessoas e mercadorias, a vila Bueno acaba tornando-se um bairro do município de Mogi Mirim em 1894. No mesmo ano foi encomendada a primeira planta da localidade pelo Coronel Amâncio Bueno, o qual também mandara erguer a capela de Santa Maria (considerada padroeira do atual município de Jaguariúna) em 19 de fevereiro de 1892. Em cinco de agosto de 1896, através da Lei n° 433, é criado o “Distrito de Paz de Jaguary”, sendo posteriormente acrescido o sufixo de origem tupi “una” ao nome em 30 de novembro de 1944, através do Decreto-Lei n.° 14.344. Em 30 de dezembro de 1953, a Lei n.° 2.456 tornou Jaguariúna emancipada de Mojimirim, passando a constituir um município autônomo.

## Geografia
Possui uma área de 141,391 km², o que corresponde a uma densidade populacional de 313,37 habitantes por quilômetro quadrado, em dados de 2010.

### Hidrografia
- Rio Jaguari
- Rio Atibaia
- Rio Camanducaia

### Rodovias
- SP-95:  ligando Jaguariúna a Bragança Paulista
- SP-340 ligando Campinas a Mococa.

### Ferrovias

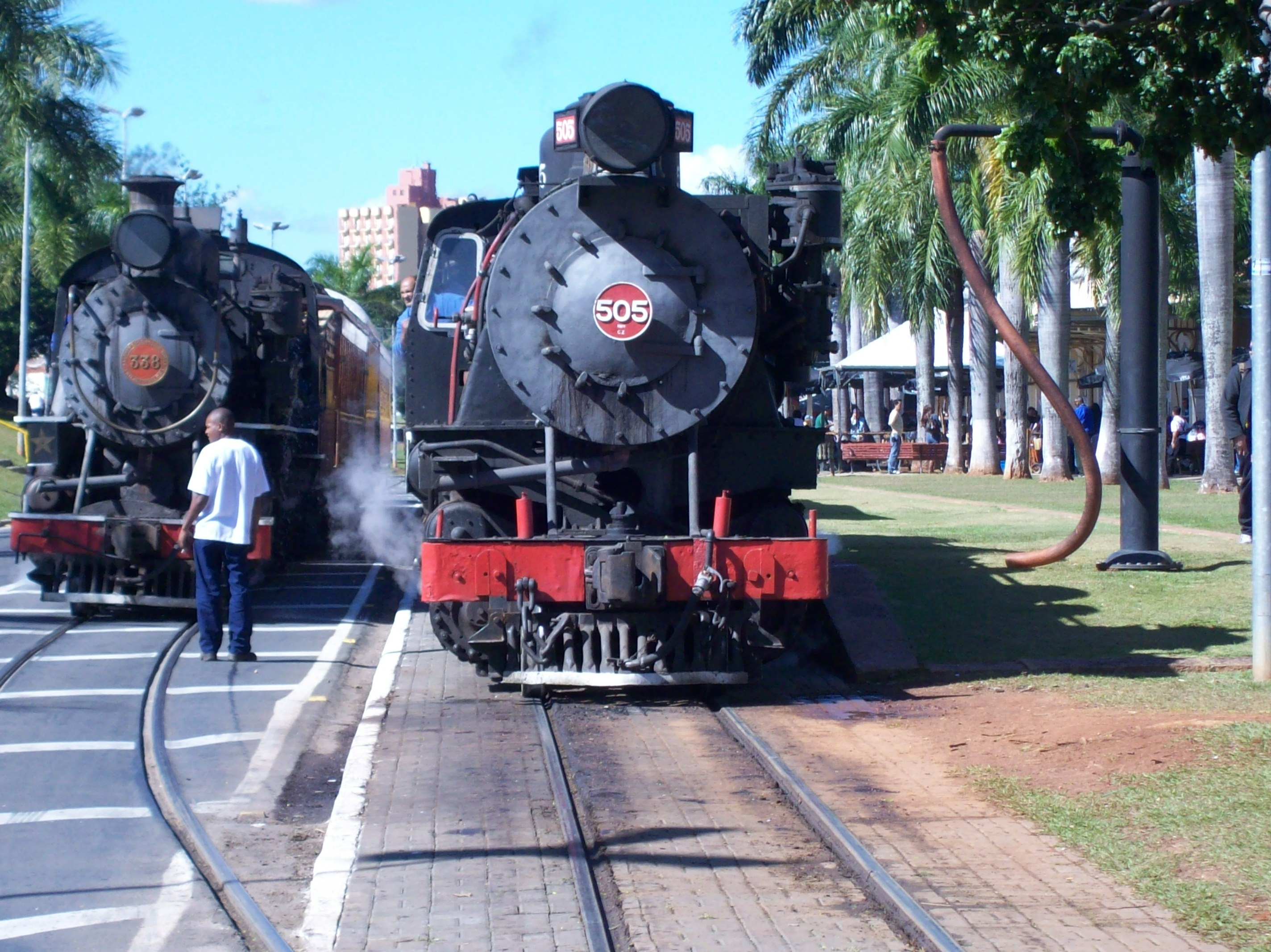
Maria Fumaça no Centro Cultural de Jaguariúna.

Fica no município de Jaguariúna o terminal da Viação Férrea Campinas-Jaguariúna, uma linha turística com locomotivas a vapor ("marias-fumaça"), mantida pela Associação Brasileira de Preservação Ferroviária.
O município também é cortado por uma segunda via férrea, a Variante Boa Vista-Guedes da antiga Fepasa, no qual possui uma segunda estação ferroviária homônima (hoje desativada) e por onde atualmente trafegam trens cargueiros da Ferrovia Centro-Atlântica (FCA). Os últimos trens de passageiros circularam por esta variante no ano de 1997.

## Demografia

### População
| Crescimento populacional                             | Crescimento populacional | Crescimento populacional | Crescimento populacional |
| Ano                                                  | População Total          |                          | %±                       |
| ---------------------------------------------------- | ------------------------ | ------------------------ | ------------------------ |
| 1958                                                 | 5 637                    |                          | —                        |
| 1960                                                 | 8 545                    |                          | 51,6%                    |
| 1970                                                 | 10 391                   |                          | 21,6%                    |
| 1980                                                 | 15 213                   |                          | 46,4%                    |
| 1991                                                 | 24 999                   |                          | 64,3%                    |
| 2000                                                 | 29 597                   |                          | 18,4%                    |
| 2010                                                 | 44 311                   |                          | 49,7%                    |
| 2022                                                 | 59 347                   |                          | 33,9%                    |
| Est. 2024                                            | 61 801                   | [ 28 ]                   | 4,1%                     |
| Fontes: Censos Demográficos IBGE e Estimativas SEADE |                          |                          |                          |

### Dados demográficos
Dados do Censo - 2010
População total: 44.311
- Urbana: 43.033
- Rural: 1.277
- Homens: 22.003
- Mulheres: 22.307

Densidade demográfica (hab./km²): 207,84
Mortalidade infantil até 1 ano (por mil): 9,05
Expectativa de vida (anos): 75,36
Taxa de fecundidade (filhos por mulher): 2,00
Taxa de alfabetização: 92,47%
Índice de Desenvolvimento Humano (IDH-M): 0,829
- IDH-M Renda: 0,772
- IDH-M Longevidade: 0,839
- IDH-M Educação: 0,877

(Fonte: IPEADATA)

## Política e administração
- Prefeito: Davi Neto (2025/2028)
- Vice-prefeito: Valdir Parisi
- Presidente da câmara de vereadores: ?

## Infraestrutura

### Comunicações
O sistema de telefones automáticos foi inaugurado na cidade em 1980 pela Telecomunicações de São Paulo (TELESP), que também implantou o sistema de discagem direta à distância (DDD) em 1980 com o código de área (0192).
Na década de 90 o código DDD da cidade foi alterado para (019), para padronização do sistema telefônico com a telefonia celular que estava sendo implantada em todo o estado.

## Turismo
Entre as atrações turísticas de Jaguariúna, o passeio de maria-fumaça é um dos mais tradicionais. Realizado na legítima locomotiva da Cia. Mogiana, fabricada em 1952, percorre as cidades de Jaguariúna a Campinas, passando pelas antigas estações de Anhumas, Pedro Américo, Tanquinho, Desembargador Furtado e Carlos Gomes. Além do passeio, é possível conhecer, na estação de Jaguariúna (conhecida como "Estrela da Mogiana”), o Museu Ferroviário, com peças e fotos sobre a história e tradição das locomotivas na região.

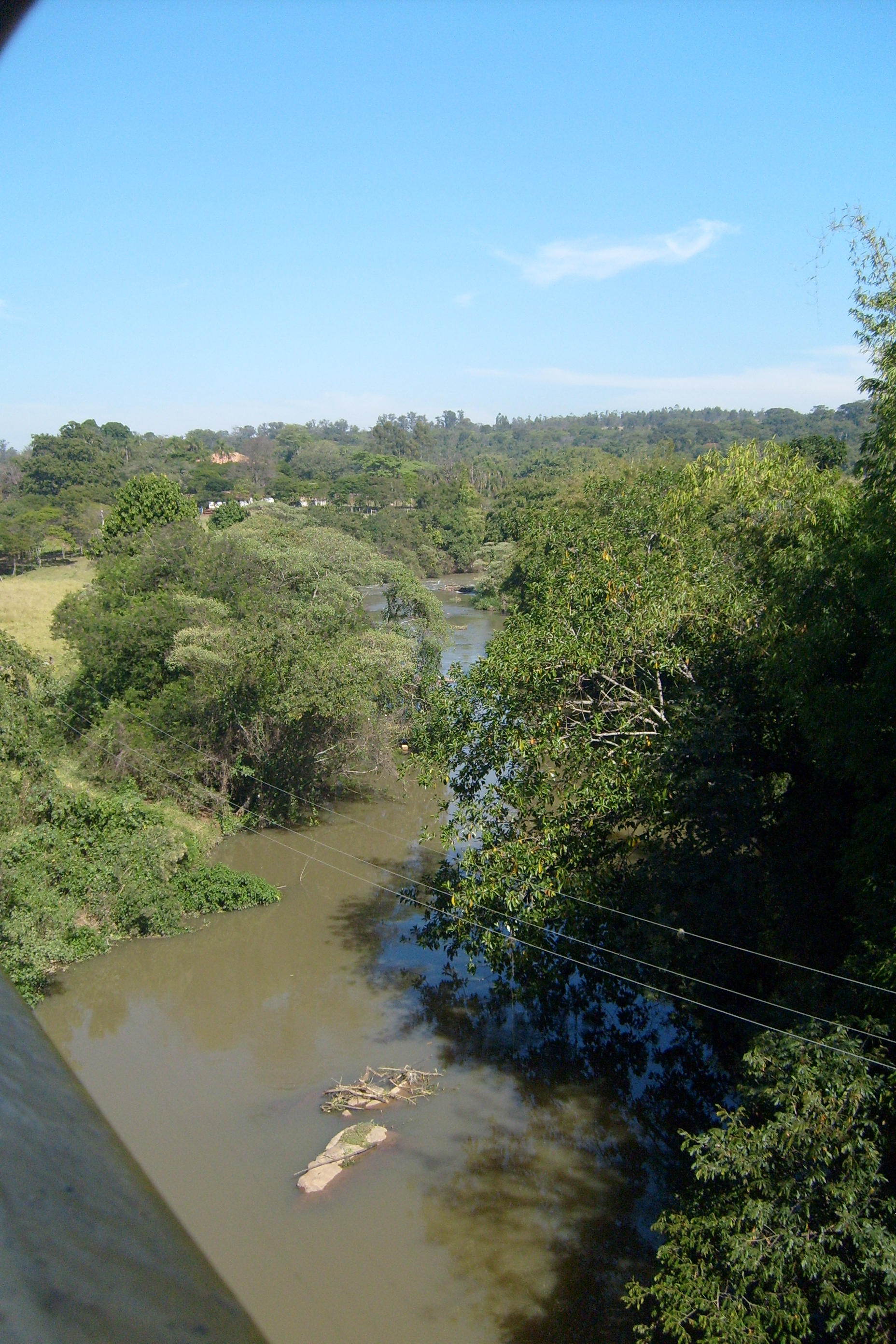
Rio Jaguari
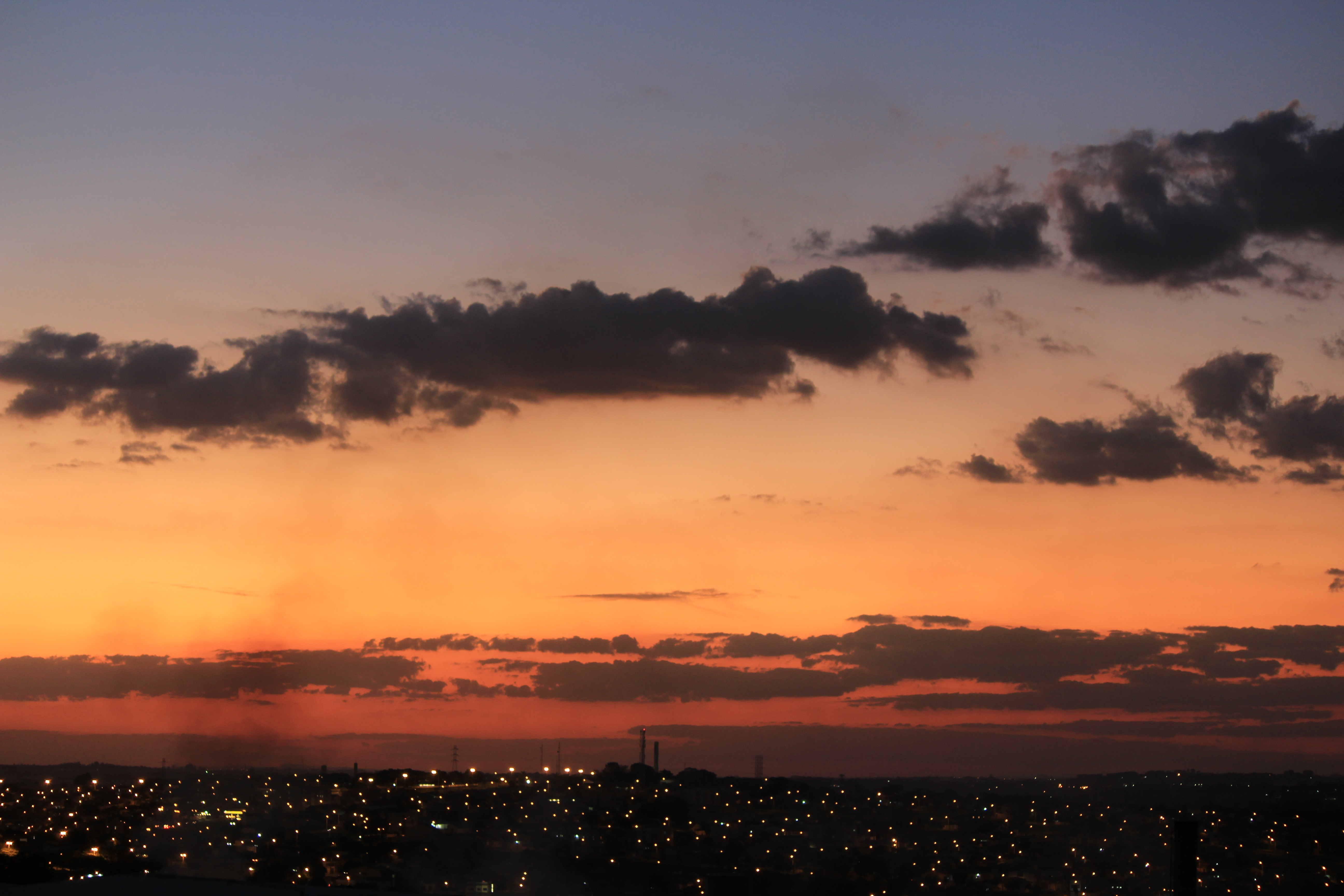
Pôr do sol visto do monte do Chuvisco

## Religião
O Cristianismo se faz presente na cidade da seguinte forma:

### Igreja Católica
- A igreja faz parte da Diocese de Amparo.[38]

### Igrejas Evangélicas
- Assembleia de Deus Ministério do Belém.[39][40]
- Congregação Cristã no Brasil.[41]
- Igreja Presbiteriana Independente do Brasil.[42]